# Адамс (остров, Канада)
Вижте пояснителната страница за други значения на Адамс.

Остров Адамс (на английски: Adams Island, на инуктитут Tuujjuk) е 73-тият по големина остров в Канадския арктичен архипелаг. Площта му е 267 км2, която му отрежда 98-о място сред островите на Канада. Административно принадлежи към канадската територия Нунавут. Необитаем.
Островът се намира край източното крайбрежие на Бафинова земя, във вътрешността на дълбоко врязани в сушата заливи, протоци и фиордш. На изток, юг и запад островът е обграден от територията на Бафинова земя, брегът на която на изток е само на 0,9 км (протока Дуарт) и на 4,5 км на запад (залива Петерсън). На югозапад далеч в сушата се врязва фиорда Тромсьо, а на юг, още по-дългия фиорд Декстерити. На 4 км на североизток е по-малкия остров Декстерити, а на 3,5 км на север – остров Бергесен, които затварят водното пространство към Бафиновия залив.
Бреговата линия с дължина 113 км е силно разчленена. Островът има характерна форма на латинска буква V, обърната на север, от където дълбоко в острова се вдава залива Ратклиф, който го разделя на два отделни полуострова, съединяващи се в основата на V с тесен, 2,9-километров провлак, на който е разположено най-голямото езеро на острова. Дължината от север на юг е 30,5 км, а ширината варира от 18 до 22 км.
Целият остров е с планински, труднодостъпен релеф, с остри хребети, достигащи височина до 1253 м. Бреговете, с много малки изключения са стръмни, в повечето случаи отвесни. Около 40% от острова е покрит с ледник, от който по долините се спускат ледникови езици, достигащи до крайбрежието.
Островът е открит вероятно от английския морски офицер Едуард Огъстъс Инглфилд през есента на 1852 г., когато същия картира голяма част от източните брегове на Бафинова земя.